# Copa del Rey 2012/13
De Copa del Rey 2012/13 was het 112de seizoen (inclusief 1904, 1910 en 1913) van dit nationale voetbalbekertoernooi dat georganiseerd wordt door de Spaanse voetbalbond (RFEF).
Het toernooi ging van start op 29 augustus en eindigde op 18 mei met de finale. Titelverdediger was FC Barcelona die in de finale van 2012 Athletic Bilbao versloeg. De winnaar plaatst zich voor de UEFA Europa League 2013/14.

## Eerste ronde
De wedstrijden vonden plaats op 29 en 30 augustus 2012
|                     | Uitslag  |                        |
| ------------------- | -------- | ---------------------- |
| SD Noja             | 3-2 n.V. | SD Amorebieta          |
| Hospitalet          | 1-0      | FC Orihuela            |
| Caudal Deportivo    | 2-0      | CD Marino              |
| AE Prat             | 2-1      | Gimnàstic de Tarragona |
| SD Logroñés         | 2-1      | UD Logroñés            |
| CD Laudio           | 0-1      | Eibar                  |
| SD Ejea             | 4-2 n.V. | Peña Sport FC          |
| CD Alcoyano         | 2-0      | Atlético Baleares      |
| UE Llagostera       | 1-0      | CF Badalona            |
| Albacete            | 4-0      | Loja CD                |
| Catarroja CF        | 0-2      | Deportivo Alavés       |
| CD Ourense          | 2-1      | Real Ávila             |
| CD Constancia       | 3-0      | Yeclano Deportivo      |
| Cádiz               | 3-2      | CD San Roque           |
| Arroyo CP           | 2-1 n.V. | La Roda CF             |
| CP Villarrobledo    | 1-3      | CP Cacereño            |
| Real Oviedo         | 2-0      | CF Fuenlabrada         |
| Atlético Sanluqueño | 1-0      | FC Cartagena           |

Byes: Real Balompédica Linense, Real Jaén, UD Melilla, Huracán CF, Lucena CF, CD Tenerife en Club Lleida Esportiu.

## Tweede ronde
De wedstrijden vonden plaats op 11 en 12 september 2012
|                  | Uitslag      |                     |
| ---------------- | ------------ | ------------------- |
| CE Sabadell      | 2-0          | Hércules CF         |
| UD Almería       | 2-0          | Real Murcia         |
| CD Mirandés      | 2-0          | Recreativo Huelva   |
| AD Alcorcón      | 4-1          | CD Numancia         |
| Hospitalet       | 1-1 (3-4 np) | SD Noja             |
| Huracán CF       | 1-1 (4-2 np) | Albacete            |
| Deportivo Alavés | 2-1          | Atlético Sanluqueño |
| UE Llagostera    | 1-0          | SD Ejea             |
| Córdoba          | 1:0 n-V.     | Elche CF            |
| CD Constancia    | 1-1 (3-1 np) | CD Ourense          |
| Lleida Esportiu  | 0-2          | SD Eibar            |
| Real Oviedo      | 0-0 (4-5 np) | AE Prat             |
| CD Alcoyano      | 1-0          | CD Tenerife         |
| Lucena CF        | 4-1          | SD Logroñés         |
| Cádiz            | 1-2          | Arroyo CP           |
| Real Linense     | 2-2 (5-6 np) | UD Melilla          |
| Sporting Gijón   | 2-0          | Girona FC           |
| SD Huesca        | 2-1          | CD Guadalajara      |
| CD Lugo          | 0-1          | Racing Santander    |
| Xerez CD         | 0-1          | UD Las Palmas       |
| Real Jaén        | 2-0          | Caudal Deportivo    |
| Villarreal       | 0-2          | SD Ponferradina     |

Bye: CP Cacereño

## Derde ronde
De wedstrijden vonden plaats op 17 en 18 oktober 2012
|                | Uitslag      |                  |
| -------------- | ------------ | ---------------- |
| SD Noja        | 0-1          | Real Jaén        |
| Huracán CF     | 1-2 n.V.     | Deportivo Alavés |
| SD Eibar       | 1-0 n.V.     | Arroyo CP        |
| CD Constancia  | 1-1 (7:8 np) | UD Melilla       |
| AE Prat        | 2-3 n.V.     | UE Llagostera    |
| Lucena CF      | 1-3          | CP Cacereño      |
| UD Almería     | 3-0          | AD Alcorcón      |
| CE Sabadell    | 0-1 n.V.     | Córdoba          |
| SD Huesca      | 1-1 (3:4 np) | SD Ponferradina  |
| Sporting Gijón | 2-1          | CD Mirandés      |
| UD Las Palmas  | 4-2 n.V.     | Racing Santander |

bye: CD Alcoyano

## Laatste 32
De heenwedstrijden vonden plaats van 30 oktober tot 1 november 2012 en de terugwedstrijden van 27 tot en met 29 november 2012
|                     | Uitslag  |                 | 1e wedstrijd | 2e wedstrijd |
| ------------------- | -------- | --------------- | ------------ | ------------ |
| Alcoyano            | 1–7      | Real Madrid     | 1–4          | 0–3          |
| Llagostera          | 1–5      | Valencia        | 0–2          | 1–3          |
| Cacereño            | 4–4 (a)  | Málaga          | 3–4          | 1–0          |
| Alavés              | 1–6      | Barcelona       | 0–3          | 1–3          |
| Eibar               | 1–1 (a)  | Athletic Bilbao | 0–0          | 1–1          |
| Real Jaén           | 0–4      | Atlético Madrid | 0–3          | 0–1          |
| Melilla             | 2–4      | Levante         | 1–0          | 1–4          |
| Las Palmas          | 1–0      | Rayo Vallecano  | 1–0          | 0–0          |
| Sporting Gijón      | 1–2      | Osasuna         | 1–0          | 0–2          |
| Almería             | 2–3 n.v. | Celta Vigo      | 2–0          | 0–3          |
| Córdoba             | 4–2      | Real Sociedad   | 2–0          | 2–2          |
| Ponferradina        | 0–4      | Getafe          | 0–4          | 0–0          |
| Valladolid          | 0–3      | Betis           | 1–0          | 0–3          |
| Deportivo La Coruña | 1–1 (a)  | Mallorca        | 1–1          | 0–0          |
| Zaragoza            | 2–2 (a)  | Granada         | 1–0          | 1–2          |
| 'Sevilla            | 6–1      | Espanyol        | 3–1          | 3–0          |

## Laatste 16
De heenwedstrijden vonden plaats op 11, 12, 13 en 18 december 2012 en de returns op 8, 9 en 10 januari 2013
|                 | Uitslag |               | 1e wedstrijd | 2e wedstrijd |
| --------------- | ------- | ------------- | ------------ | ------------ |
| UD Las Palmas   | 1-2     | Betis Sevilla | 1-1          | 0-1          |
| UD Levante      | 0-3     | Real Zaragoza | 0-1          | 0-2          |
| RCD Mallorca    | 2-6     | Sevilla FC    | 0-5          | 2-1          |
| CA Osasuna      | 1-4     | Valencia CF   | 0-2          | 1-2          |
| SD Eibar        | 2-5     | Málaga CF     | 1-1          | 1-4          |
| Atlético Madrid | 3-0     | Getafe CF     | 3-0          | 0-0          |
| Córdoba CF      | 0-7     | FC Barcelona  | 0-2          | 0-5          |
| Celta de Vigo   | 2-5     | Real Madrid   | 2-1          | 0-4          |

## Kwartfinales
De heenwedstrijden vonden plaats op 15, 16 en 17 januari, en de returns op 23 en 24 januari
|                 | Uitslag |               | 1e wedstrijd | 2e wedstrijd |
| --------------- | ------- | ------------- | ------------ | ------------ |
| Real Zaragoza   | 0-4     | FC Sevilla    | 0-0          | 0-4          |
| Real Madrid     | 3-1     | Valencia CF   | 2-0          | 1-1          |
| Atlético Madrid | 3-1     | Betis Sevilla | 2-0          | 1-1          |
| FC Barcelona    | 6-4     | Málaga        | 2-2          | 4-2          |

## Halve finales
De heenwedstrijden werden op 30 januari en 31 januari gespeeld, de terugwedstrijden op 26 en 27 februari 2013.
|                 | Uitslag |              | 1e wedstrijd | 2e wedstrijd |
| --------------- | ------- | ------------ | ------------ | ------------ |
| Real Madrid     | 4-2     | FC Barcelona | 1-1          | 3-1          |
| Atlético Madrid | 4-3     | FC Sevilla   | 2-1          | 2-2          |

## Finale
De wedstrijd werd op 17 mei 2013 gespeeld
| Team 1      | Uitslag  | Team 2          |
| ----------- | -------- | --------------- |
| Real Madrid | 1-2 (nv) | Atlético Madrid |